# Ostrá (1369 m)
Ostrá (1369 m) –  szczyt we wschodniej części Niżnych Tatr na Słowacji. Znajduje się w północno-wschodnim grzbiecie szczytu Heľpianský vrch, opadającym do miejscowości Liptovská Teplička i tworzącym lewe zbocza Doliny Zdziarskiej (Ždiarska dolina). Zachodnie zbocza Ostrej stromo opadają do doliny potoku Dikula, północne do doliny jego dopływu.
Ostrá jest całkowicie porośnięta lasem i nie prowadzi przez nią żaden szlak turystyczny. Znajduje się w obrębie Parku Narodowego Niżne Tatry.